# 葉萱 (香港)
葉萱（又名葉映彤，曾用韓文名：鄭秀晶，1994年3月21日—）是香港女畫家，加拿大出生，香港著名藝人方力申太太，揭露韓國攝理教教主鄭明析性侵女信徒而成名。

## 影视作品
- 《以神之名：信仰的背叛》